# هور الصحين
هور الصحين وهو أحد اهوار محافظة ميسان في العراق غرب نهر دجلة يقع بين جنوب غرب قصبة شيخ سعد إلى مدينة القرنة ويتم تزويده بالمياه عن طريق دجلة في موسم الفيضان عن طريق مصرف المصندك جنوب سدة الكوت ويرتبط هذا الهور بهور الحمار في نهايته